# Tolmin

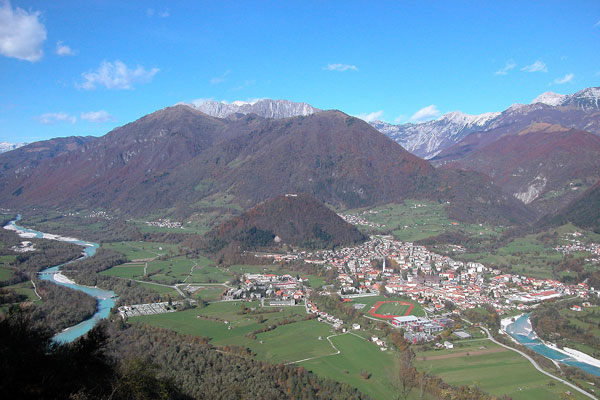
Tolmin

Tolmin (Duits: Tolmein, Italiaans: Tolmino) is een gemeente in Slovenië en telde tijdens de volkstelling in 2002 12.198 inwoners, verdeeld over 72 woonkernen. Het lokale bestuur steunt op 23 lokale deelraden. Tolmin ligt in het dal van de Soča (Isonzo in het Italiaans). 

## Geschiedenis
In Tolmin zijn nog resten aanwezig van prehistorische bewoning. De huidige bebouwing concentreert zich op een terras boven de samenstroom van Soča en Tolminka. Deze bebouwing wordt in 1065 voor het eerst genoemd. De patriarchen van Aquilea (Sloveens: Oglej) richtten een versterking op in 1188 (vierhoekig ontwerp met vier hoektorens), in 1313 volgde een groter buitenverblijf voor de patriarchen. 
In de 14de eeuw kwam Tolmin onder de Republiek Venetië. Een eeuw later verwierven de Habsburgers het en werd het een onderdeel van het graafschap Görz en Gradisca.
Tolmin werd getroffen door zware aardbevingen in 1348 en 1511 die het uit 1188 daterende kasteel zwaar beschadigd. In de 17e eeuw werd het verlaten en aan verval prijsgegeven.
In 1713 kwam het tot een grote opstand tegen de heer van Tolmin, graaf Anton Coronini. Dit feit wordt jaarlijks herdacht en is heraldisch verwerkt in het gemeentewapen. Tolmin verkreeg marktrechten in 1821, stadsrechten in 1952. Al die tijd was het een onderdeel van de Oostenrijkse erflanden, het latere Oostenrijk-Hongarije.
In 1915, toen Italië aan de Eerste Wereldoorlog ging deelnemen, rukten Italiaanse troepen op tot de Soča/isonzo bij Tolmin. De stad werd zwaar verwoest maar de Italianen slaagden er niet in ze in te nemen (zie: Isonzofront), tot ze in 1917 werden teruggedreven. Na de oorlog werd het gebied rond Tolmin (Tolmino) bij Italië gevoegd, hoewel nog geen 12 % van de bevolking Italiaans als moedertaal had.  
Tijdens de Tweede Wereldoorlog kwam Tolmin vanaf 1943 onder Duits bestuur, tot het in 1945 door Joegoslavische partizanen werd bevrijd. Door de Vrede van Parijs (1947) kwam het aan Joegoslavië, als onderdeel van de deelrepubliek Slovenië. 
In 1976, 1998 en 2004 werd Tolmin getroffen door aardbevingen.
In Tolmin waren de cartograaf Peter Kozler (1898-1958) en de dichter Jovan Vesel Koseski (1824-1879) werkzaam.

## Bezienswaardigheden

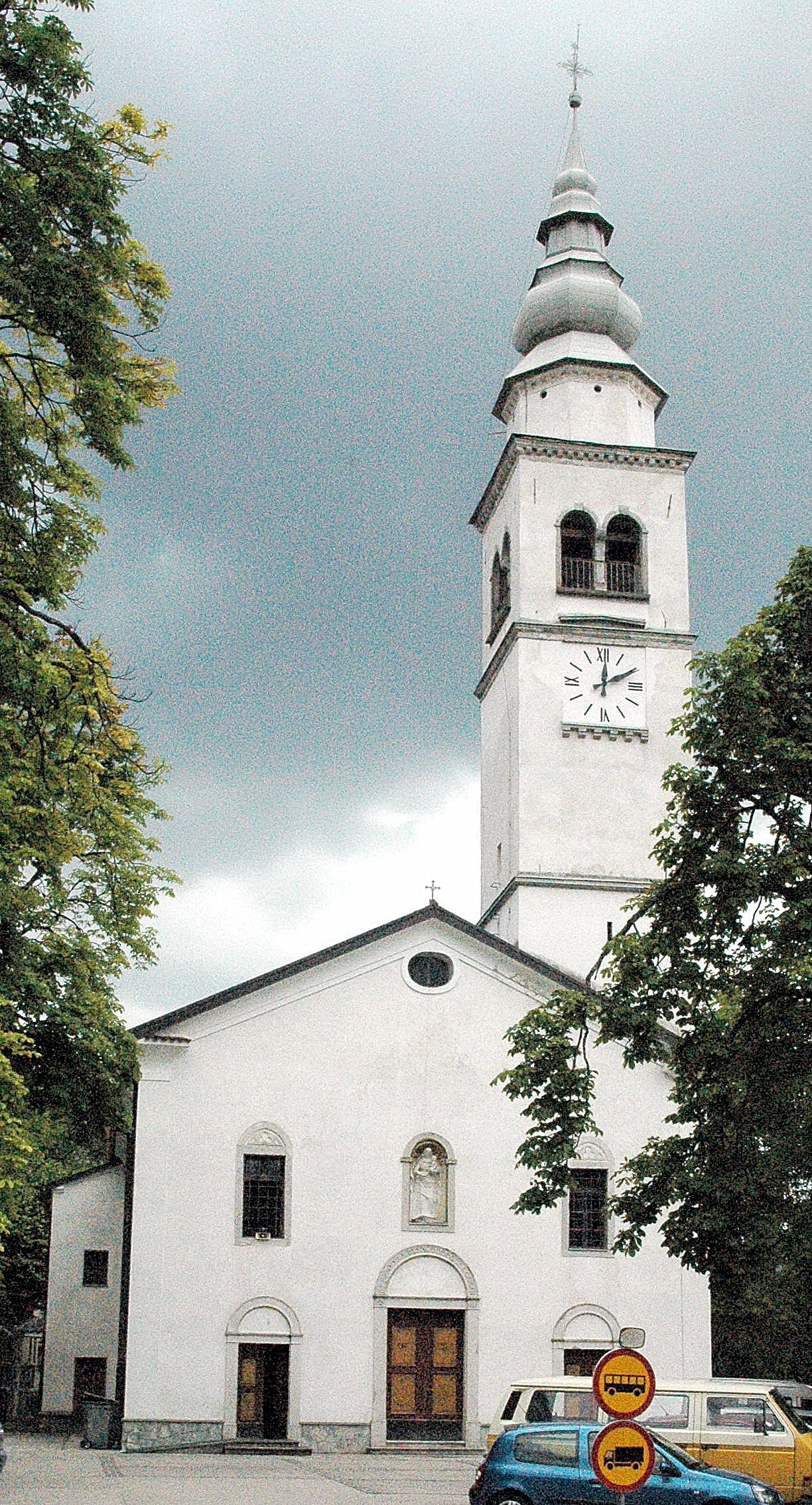
Kerk gewijd aan Maria in Tolmin

De kerk van de H. Ulrich dateert uit de 12e eeuw, de parochiekerk van Maria Hemelvaart werd tussen 1682 en 1685 gereed. In Tolmin bevindt zich een 400 jaar oude Tulpenboom (Liriodendron tulipifera).
Ten noorden van Tolmin bij Čadrg bevinden zich de Tolminkloven.

## Evenementen
Aan de oever waar de Tolminka in de Soča uitmondt, worden elk jaar diverse muziekfestivals georganiseerd. Sinds 2004 vindt hier jaarlijks het heavymetalfestival Metaldays plaats (tot 2012 onder de naam Metalcamp), sinds 2011 Punk Rock Holiday en sinds 2012 het Overjam Reggae Festival (voorheen bekend als Soča Reggae Riversplash).

## Plaatsen in de gemeente
Bača pri Modreju, Bača pri Podbrdu, Bukovski Vrh, Daber, Dolenja Trebuša, Dolgi Laz, Dolje, Drobočnik, Čadrg, Čiginj, Gabrje, Gorenja Trebuša, Gorenji Log, Gorski Vrh, Grahovo ob Bači, Grant, Grudnica, Hudajužna, Idrija pri Bači, Kal, Kamno, Kanalski Lom, Klavže, Kneške Ravne, Kneža, Koritnica, Kozaršče, Kozmerice, Kuk, Lisec, Ljubinj, Logaršče, Loje, Modrej, Modrejce, Most na Soči, Obloke, Pečine, Petrovo Brdo, Podbrdo, Podmelec, Polje, Poljubinj, Ponikve, Porezen, Postaja, Prapetno, Prapetno Brdo, Roče, Rut, Sela nad Podmelcem, Sela pri Volčah, Selce, Selišče, Slap ob Idrijci, Stopnik, Stržišče, Temljine, Tolmin, Tolminske Ravne, Tolminski Lom, Trtnik, Volarje, Volčanski Ruti, Volče, Zadlaz-Čadrg, Zadlaz-Žabče, Zakraj, Zatolmin, Znojile, Šentviška Gora, Žabče

## In Tolmin zijn geboren
- Ivan Čargo, schilder
- Matija Bravničar, componist